# 福善寺
福善寺（ふくぜんじ）は、香川県高松市御坊町にある真宗大谷派の寺院。山号は無漏山。本尊は阿弥陀如来。

## 歴史
もともと往古甲州（現・山梨県）小比賀村にあった寺で、開基の時期は嘉吉もしくは文安の平安時代と思われる。
大永元年（1521年）に5代目住職沙門正了（武田信玄の舎弟又は近親）が讃岐国坂田郷万蔵村（現室町、室新町、東ハゼ町、三条町）に移す。この時地名をとって山号を無漏山とした。同時期にその時門徒であった真田家（現・京都 山城屋）、木村家、宮武家の三家も讃岐国へ移っている。
その後、文禄3年（1592年）には高松城初代城主生駒親正によって城下東浜（後に鶴屋町小学校、現・鶴屋町付近、北緯34度20分45.8秒 東経134度3分16.6秒）に移され、さらに寛永16年（1639年）9月に4代目城主生駒高俊によって現在地に移される。
明治時代に入り1890年（明治23年）2月15日、高松の地に市制が施行されると初代市役所はこの福善寺本堂に間借りをする形で開庁した。以降高松市役所は1901年（明治34年）10月5日に浄願寺に移転するまでの12年間当寺に置かれていた。
以後、諸殿の修理や庭園の補修を積み重ねていった寺も1945年（昭和20年）7月4日の米軍による無差別絨毯爆撃「高松空襲」によって全焼し、大堂伽藍などが全て失われた。翌年3月までに焼け跡地に12坪の住宅を建ててそこで行事等を行い、寺院は勅使町西小山に仮寓した。折りしもこの勅使町は当寺が讃岐国に移った最初の地、旧坂田郷の一部でもある。1947年5月には焼け跡に50坪の庫裡兼本堂を着工し、延べ1千数百人に及ぶ門徒の勤労奉仕によって造営される。その後この平屋50坪の仮本堂と諸建物は全て撤去され、鉄筋2階建て参道を含めて348坪の本建築本堂が建築された。

## アクセス
- ことでんバス紺屋町バス停：徒歩5分
- ことでん
  - 琴平線片原町駅：徒歩10分
  - 琴平線・長尾線・志度線瓦町駅：徒歩10分
- JR高松駅：徒歩15分